# Халстахамар
Халстахамар (на шведски: Hallstahammar) е град в централна Швеция, лен Вестманланд. Главен административен център на едноименната община Халстахамар. Разположен е около река Колбексон. Намира се на около 160 km на северозапад от столицата Стокхолм и на около 20 km на югозапад от Вестерос. Основан е през 1628 г. Получава статут на търговски град (на шведски шьопинг) през 1943 г. Има жп гара. Населението на града е 10 478 жители според данни от преброяването през 2010 г.